# Тур Прованса
Тур Прованса (фр. Tour La Provence) — шоссейная многодневная велогонка, проходящая по дорогам региона Прованс во Франции. Проводится в рамках UCI ProSeries.

## История
Гонка организована французской газетой «La Provence», которая выступает титульным спонсором. Спонсор доверил проведение гонки Сержу Паскалю, который также является директором одной гонки Тур дю От-Вар. Организаторы намерены опираться на традиции ранее проводившихся в этом регионе гонок: Тура Воклюза и Тур дю Сюд-Эст.
Тур Прованса является частью серии февральских велогонок на юге Франции. Гонка проходит в середине недели после Этуаль де Бессеж, (Тур Средиземноморья в 2016), Тур дю От-Вар и перед Классик Сюд Ардеш. Участие в этих гонках принимают в основном французские команды, рассматривающие их в качестве подготовки к Париж — Ницце — первой европейской многодневки в календаре Мирового тура UCI.
До 2019 года маршрут гонки состоял из трёх этапов в департаменте Буш-дю-Рон региона Прованс-Альпы-Лазурный берег на юге Франции. Завершающий этап финишировал на исторической улице Марселя – Канебьер, расположенной в старом квартале города напротив мэрии. В 2019 году маршрут был удлинен до четырёх этапов.

## Призёры
| Год  | Победитель       | Второй           | Третий             |          |
| ---- | ---------------- | ---------------- | ------------------ | -------- |
| 2016 | Томас Фёклер     | Петр Вакоч       | Лилиан Кальмежан   |          |
| 2017 | Роан Деннис      | Маттиа Каттанео  | Александр Женье    |          |
| 2018 | Александр Женье  | Тони Галлопен    | Руди Молар         |          |
| 2019 | Горка Исагирре   | Саймон Кларк     | Тони Галлопен      |          |
| 2020 | Наиро Кинтана    | Александр Власов | Алексей Луценко    |          |
| 2021 | Иван Рамиро Соса | Жюлиан Алафилипп | Эган Берналь       |          |
| 2022 | Наиро Кинтана    | Жюлиан Алафилипп | Маттиас Скельмосе  |          |
| 2023 | отменено         | отменено         | отменено           | отменено |
| 2024 | Мадс Педерсен    | Аксель Зингле    | Рауль Гарсия Перна |          |
| 2025 | Мадс Педерсен    | Матей Мохорич    | Марин ван ден Берг |          |